# Zoramiini
Die Zoramiini sind eine im Jahr 2014 eingeführte Tribus der Kardinalbarsche (Apogonidae) die aus den beiden Gattungen Zoramia und Fibramia besteht. Die Fische kommen küstennah im Roten Meer, an der Küste Ostafrikas und Sri Lankas, bei verschiedenen Inseln des Indischen Ozeans, im westlichen Pazifik von Australien über die Philippinen bis Japan und an den Küsten der Salomon-Inseln, Santa-Cruz-Inseln und Marshallinseln, sowie bei Fidschi, Neukaledonien, Samoa, Tonga und Vanuatu vor.

## Merkmale
Zoramiini-Arten werden 4,2 (Zoramia viridiventer) bis 11 cm (Fibramia lateralis) lang, sind mäßig langgestreckt bis hochrückig und haben einen weitgehend farblos bis transparenten, manchmal auch bläulich schimmernden Körper. Körper und Kopf einschließlich der Wangen, der Brust und des Kiemendeckels sowie der Schwanzflossenbasis sind mit Kammschuppen bedeckt. Vor der Rückenflosse befinden sich ein bis drei Rund- oder Kammschuppen und an der Basis der Bauchflossen befinden sich zwei Schuppen. Der Knochengrat auf dem Präoperculum ist glatt, die Ränder des Präoperculums sind gesägt. Ein Basisphenoid ist vorhanden. Auf der Prämaxillare, im Unterkiefer und im Gaumen befinden sich bürstenförmige Zähne, die in einer, zwei oder vielen Reihen angeordnet sind. Magen und Darm sind schwarz, das Peritoneum ist silbrig. Im Schwanzflossenskelett finden sich fünf freie Hypuralia. Die Schwanzflosse ist gegabelt.
- Flossenformel: Dorsale 1 VI; Dorsale 2 I,9; Anale II/8–9; Pectorale 13–17, Caudale 9+8
- Schuppenformel: SL 24
- Kiemenrechen: 7–38
- Wirbel 10+14

Der zweite Rückenflossenstachel ist der längste. Er kann bei einigen Arten beider Gattungen filamentartig verlängert sein. Der erste Flossenstrahl in der zweiten Rückenflosse ist verzweigt und der erste Flossenstrahl der Afterflosse ist verzweigt und segmentiert. Von den Flossenstrahlen der Schwanzflosse sind die 15 mittleren segmentiert und verzweigt, der obere und der untere sind unverzweigt.
Jede Seitenlinienschuppe hat je eine Pore oberhalb und unterhalb der Mittellinie.

## Gattungen und Arten
Zur Tribus Zoramiini gehören zwei Gattungen mit insgesamt neun Arten:
- Gattung Fibramia Fraser & Mabuchi 2014[4]
  - Fibramia amboinensis (Bleeker 1853)
  - Fibramia lateralis (Valenciennes 1832)
  - Fibramia thermalis (Cuvier in Cuvier & Valenciennes 1829)
- Gattung Zoramia[5]
  - Zoramia flebila Greenfield, Langston & Randall, 2005
  - Masken-Kardinalbarsch (Zoramia fragilis) (Smith, 1961)
  - Gilberts Kardinalbarsch (Zoramia gilberti) (Jordan & Seale, 1905)
  - Fadenflossen-Kardinalbarsch (Zoramia leptacantha) (Bleeker, 1856–57) (Typusart)
  - Perlen-Kardinalbarsch (Zoramia perlita) (Fraser & Lachner, 1985)
  - Zoramia viridiventer Greenfield, Langston & Randall, 2005

## Belege
1. ↑  Zoramia viridiventer auf Fishbase.org (englisch)
2. ↑  Fibramia lateralis auf Fishbase.org (englisch)
3. 1 2  Mabuchi, K., Fraser, T.H., Song, H., Azuma, Y. & Nishida, M. (2014): Revision of the systematics of the cardinalfishes (Percomorpha: Apogonidae) based on molecular analyses and comparative reevaluation of morphological characters. Zootaxa, 3846 (2): 151–203. doi: 10.11646/zootaxa.3846.2.1. Seite 187–188.
4. ↑  Fibramia auf Fishbase.org (englisch)
5. ↑  Zoramia auf Fishbase.org (englisch)